# Bambale Osby
Bambale Osby, né le 21 mai 1986, à Richmond, en Virginie, est un joueur américain de basket-ball. Il évolue au poste de pivot.